# Leucania venalba
Leucania venalba är en fjärilsart som beskrevs av Moore 1867. Leucania venalba ingår i släktet Leucania och familjen nattflyn. Inga underarter finns listade i Catalogue of Life.